# Madaram
Madaram là một thị trấn thống kê (census town) của quận Adilabad thuộc bang Andhra Pradesh, Ấn Độ.

## Nhân khẩu
Theo điều tra dân số năm 2001 của Ấn Độ, Madaram có dân số 6691 người. Phái nam chiếm 51% tổng số dân và phái nữ chiếm 49%. Madaram có tỷ lệ 63% biết đọc biết viết, cao hơn tỷ lệ trung bình toàn quốc là 59,5%: tỷ lệ cho phái nam là 72%, và tỷ lệ cho phái nữ là 54%. Tại Madaram, 9% dân số nhỏ hơn 6 tuổi.